# Verbascum wirtgeni
Verbascum wirtgeni är en flenörtsväxtart som beskrevs av Adrien René Franchet. Verbascum wirtgeni ingår i släktet kungsljus, och familjen flenörtsväxter. Inga underarter finns listade i Catalogue of Life.